# Phryganogryllacris nivea
Phryganogryllacris nivea är en insektsart som först beskrevs av Brunner von Wattenwyl 1888.  Phryganogryllacris nivea ingår i släktet Phryganogryllacris och familjen Gryllacrididae. Inga underarter finns listade i Catalogue of Life.